# Palaeopropithecus

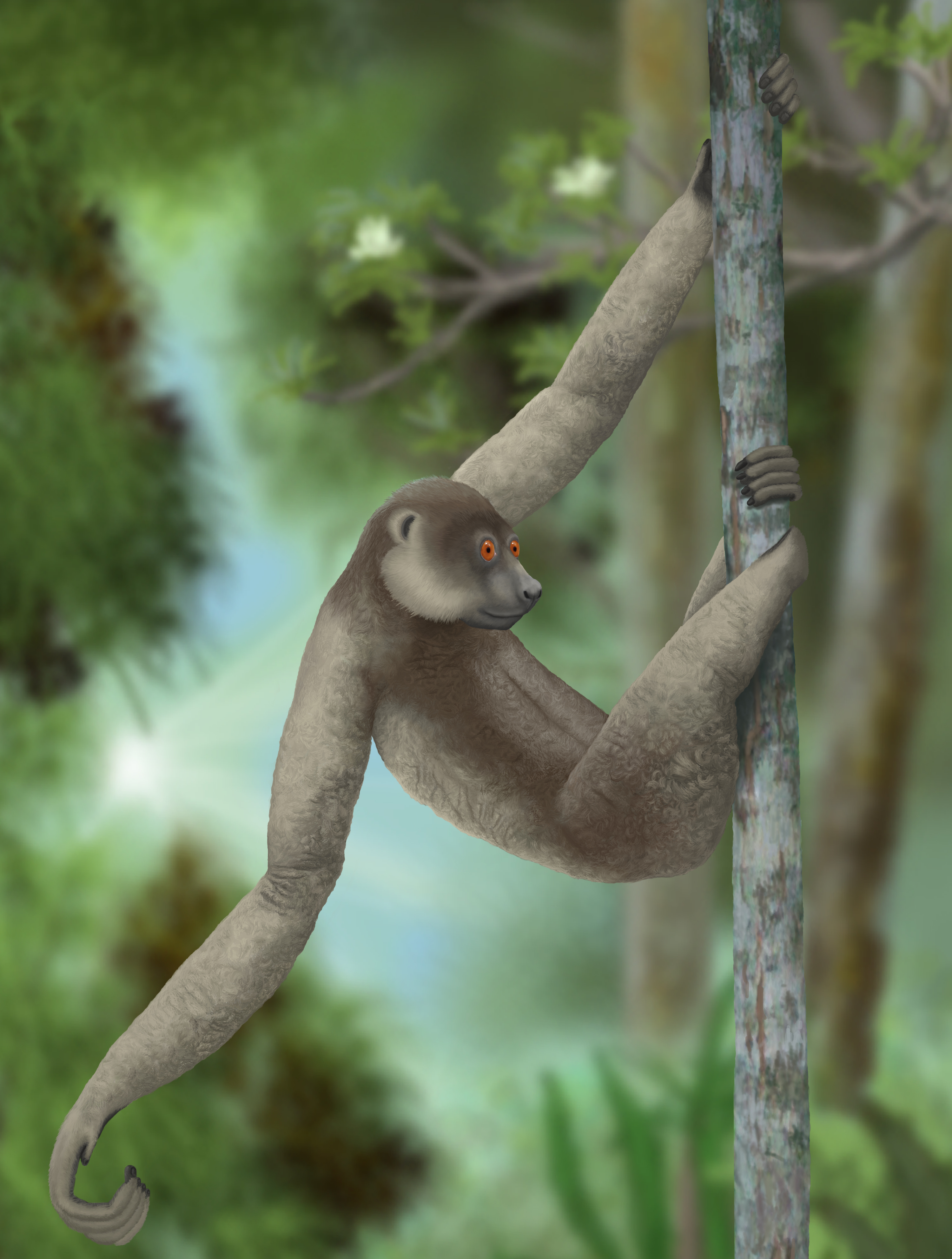
Palaeopropithecus ingens, zeichnerische Lebendrekonstruktion

 Palaeopropithecus  ist eine ausgestorbene Gattung der Primaten, die bis vor rund 1000 Jahren auf der Insel Madagaskar lebte. Diese Tiere waren die größten in den Bäumen lebenden Vertreter der Palaeopropithecidae, einer ausgestorbenen Primatengruppe, die in Körperbau und Lebensweise an die heutigen Faultiere erinnert. Es werden zwei Arten unterschieden, Palaeopropithecus ingens und Palaeopropithecus maximus; noch nicht beschriebene Subfossilien einer möglichen dritten Art wurden im Jahr 2002 gefunden.

## Funde
Palaeopropithecus erreichte ein Gewicht von vermutlich 40 bis 60 Kilogramm und war damit deutlich größer als alle heute lebenden madagassischen Primaten. Die Tiere hatten sehr lange Arme, die Beine waren deutlich kürzer. Auch Hände und Füße waren verlängert und hakenförmig gebogen, die Daumen hingegen rückgebildet. Dieser Körperbau deutet auf eine langsame, suspensorische Lebensweise hin, das heißt, sie hingen von den Ästen nach unten.
Ihr Schädel war langgezogen und ihre Schnauze sehr beweglich. Die unteren Schneidezähne waren aufgerichtet, die Molaren schmal und lang, die starken Scherkanten der Zähne deuten an, dass diese Tiere sich vorrangig von Blättern ernährt haben. Ihre Bewegungen dürften langsam und bedächtig gewesen sein, auch durch den niedrigen Nährwert ihrer Nahrung bedingt. 
Die gefundenen Überreste von Palaeopropithecus waren 2300 bis 1000 Jahre alt, ihr Aussterben dürfte mit der Besiedlung Madagaskars durch die Menschen zusammenhängen. Diese Besiedlung erfolgte erst vor rund 1500 Jahren, und in der Folgezeit sind mehr als 15 Primatenarten verschwunden. Die Gründe für das Aussterben lagen vermutlich in der Bejagung und der Lebensraumzerstörung, möglicherweise gekoppelt mit klimatischen Veränderungen. Aufgrund seiner Größe und seiner Behäbigkeit dürfte Palaeopropithecus ein leichtes Ziel der Jäger gewesen sein. Der genaue Zeitpunkt ihres Aussterbens ist nicht bekannt, er wird auf vor 500 bis 1000 Jahren geschätzt.